# 457-мм корабельна гармата BL 18-inch Mk I

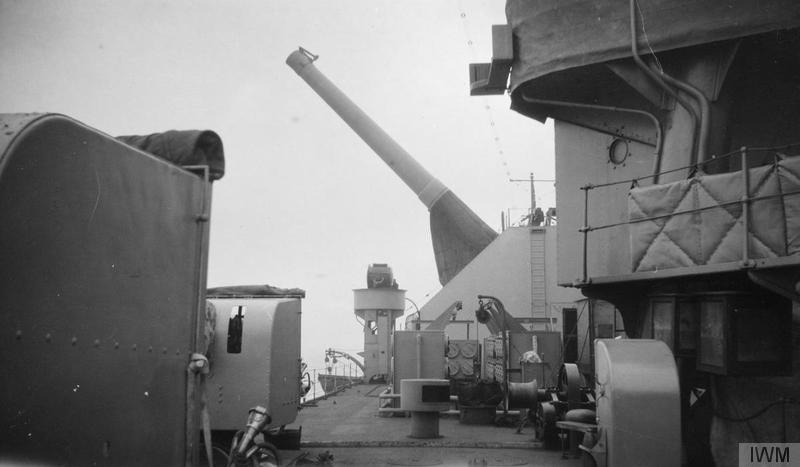
Корабельна гармата BL 18-inch Mk I на борту монітора "Лорд Клайв", 1918 рік.

Корабельна гармата BL 18-inch Mk I використовувалася Королівським флотом під час Першої світової війни. Це була найбільша та найважча гармата, яка застосовувалась британцями. Лише корабельна гармата Другої світової війни японська 40 cm/45 Type 94 мала дещо більший калібр - 460 міліметрів, але снаряд британської був важчим. Фактично це була збільшена версія корабельної гармати BL 15 inch Mk I та була створена для оснащення "великого легкого крейсера", фактично різновиду лінійного крейсера Furious. Було вироблено три гармати, але вони були використані не на  Furious, а на переладнаних моніторах типу "Лорд Клайв" General Wolfe та Lord Clive для обстрілів узбережжя Бельгії, окупованого німцями. Лише 85 снарядів було випущено в ході бойових дій до закінчення війни. Всі  три гармати було знято зі служби в 1920 і вони використовувалися як випробувальні гармати для випробування кордиту. Дві гармати було утилізовано в 1933, останню аж 1947 року.

## Дизайн та розробка
18-дюймова гармата мала свій генезис за наполяганням Першого лорда Адміралтейства, адмірала Фішера, на найбільшій можливій гарматі, встановлене на найшвидшому кораблі. Він задумав те, що він назвав "великими легкими крейсерами", що несли чотири 15 дюймові гармати, і врешті-решт втілилось у типі "Корейджес", але він хотів, щоб третій корабель цього типу Furious ніс ще більшу гармату.  Компанія Elswick Ordnance була єдиною компанією, здатною виготовити таку велику зброю і розпочала проектні роботи в 1915 році. Гармата була позначений як "15-дюймова B", щоб приховати її реальні розміри і була похідною від конструкції 15-дюймового Mk 1, який вже використовувався. 

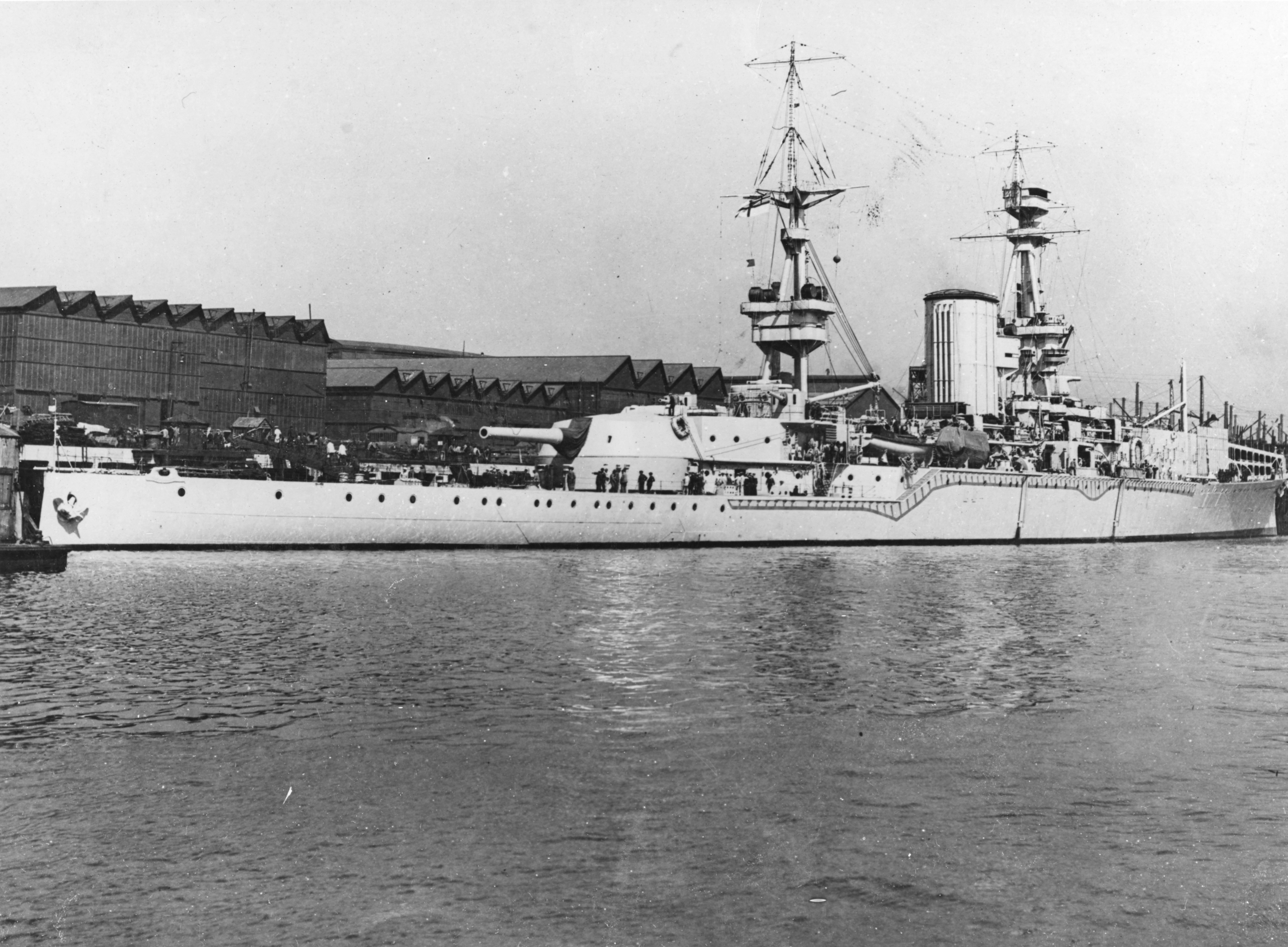
HMS Furious, оснащений одинарною 18-дюймовою гарматою і злітною смугою спереду (1917)